# 拉克罗 (索恩-卢瓦尔省)
拉克罗（法語：Lacrost，法語發音：[lakʁo]）是法国索恩-卢瓦尔省的一个市镇，属于马孔区。

## 地理
拉克罗（46°33'22"N, 4°55'45"E）面积10.53 平方千米，位于法国勃艮第-弗朗什-孔泰大區索恩-卢瓦尔省，该省份为法国中部省份，北起顺时针与科多尔省、汝拉省、安省、罗讷省、卢瓦尔省、阿列省和涅夫勒省接壤。
与拉克罗接壤的市镇（或旧市镇、城区）包括：锡芒德尔、拉贝热芒德屈斯里、普雷蒂、图尔尼。

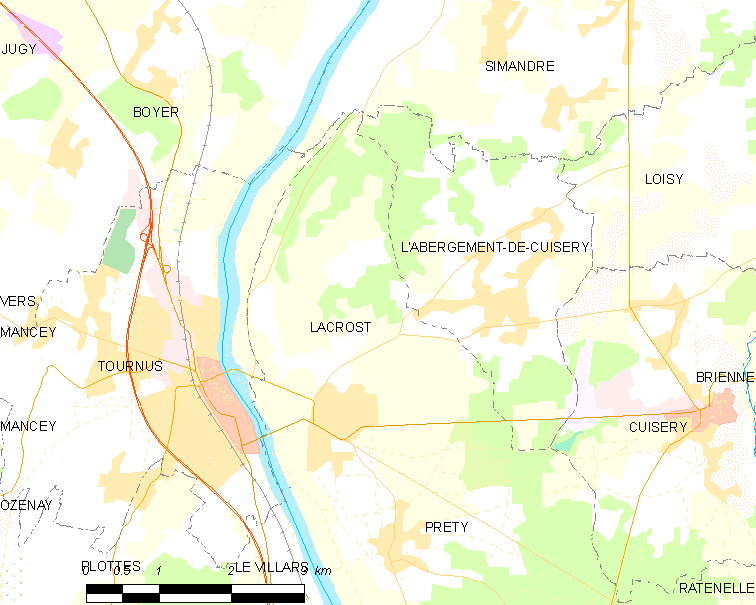
的OSM定位图

拉克罗的时区为UTC+01:00、UTC+02:00（夏令时）。

## 行政
拉克罗的邮政编码为71700，INSEE市镇编码为71248。

## 政治
拉克罗所属的省级选区为图尔尼县。

## 人口

1962-2008年间人口变化图示

拉克罗于2022年1月1日时的人口数量为695人。